# Торарінн Вальдімарссон
Торарінн Вальдімарссон (ісл. Þórarinn Ingi Valdimarsson, нар. 23 квітня 1990) — ісландський футболіст, півзахисник клубу «Стьярнан».
Виступав, зокрема, за клуби «Вестманнаейя» та «Гапнарфйордур», а також національну збірну Ісландії.
Дворазовий чемпіон Ісландії.

## Клубна кар'єра
Народився 23 квітня 1990 року. Вихованець футбольної школи клубу «Вестманнаейя». Дорослу футбольну кар'єру розпочав 2007 року в основній команді того ж клубу, в якій провів п'ять сезонів, взявши участь у 109 матчах чемпіонату.  Більшість часу, проведеного у складі «Вестманнаеї», був основним гравцем команди.
Згодом з 2013 по 2014 рік грав у складі команд «Сарпсборг 08» та «Вестманнаейя».
Своєю грою за останню команду привернув увагу представників тренерського штабу клубу «Гапнарфйордур», до складу якого приєднався 2015 року. Відіграв за гапнарфйордурську команду наступні три сезони своєї ігрової кар'єри.
До складу клубу «Стьярнан» приєднався 2018 року. Станом на 14 січня 2023 року відіграв за команду з Ґардабаїра 61 матч в національному чемпіонаті.

## Виступи за збірні
У 2007 році дебютував у складі юнацької збірної Ісландії (U-17), загалом на юнацькому рівні взяв участь у 8 іграх.
Протягом 2010–2011 років залучався до складу молодіжної збірної Ісландії. На молодіжному рівні зіграв у 3 офіційних матчах.
У 2011 році дебютував в офіційних матчах у складі національної збірної Ісландії.

## Титули і досягнення
- Чемпіон Ісландії (2):

«Гапнарфйордур»: 2015, 2016